# Застава Барбадоса
Државна застава Барбадоса званично је усвојена 30. новембра 1966. на први дан независности острва. Застава је подељена на три вертикална поља. Садржи трозубац и два тамноплава поља док је у средини златно поље. Црни трозубац налази се у средини. 
Врх трозупца- познатог и као „сломљени трозубац“- симболише независност Барбадоса од Уједињеног Краљевства  (грб из колонијалног периода садржи цео трозубац) и сваки крак симболише један део демократије. Тамноплава поља симболизују океан и небо док златно поље симболизује песак Барбадоса. 

## Галерија
- Застава морнарице
- Краљевска стандарта Барбадоса
- Стандарта гувернера Барбадоса
- Застава колоније Барбадос
(1885–1958)
- Застава колоније Барбадос
(1958–1966)